# Úr színeváltozása fatemplom (Dombrovány)
Az Úr színeváltozása fatemplom műemlékké nyilvánított épület Romániában, Bihar megyében. A romániai műemlékek jegyzékében a  BH-II-m-B-01143 sorszámon szerepel.